# Sergio Leone: The Way I See Things
Sergio Leone: The Way I See Things è un documentario italiano del 2006 diretto da Giulio Reale.

## Trama
Leone è stato un regista che ha preso i western americani che amava da bambino e li ha trasformati a suo piacimento, influenzando registi come Quentin Tarantino e Robert Rodriguez. La personalità esagerata di Leone è qui raccontata in un viaggio ricco sia di aneddoti che di clip tratte dai suoi film, passando dalla Trilogia del dollaro alla Trilogia del tempo. Esaminando il superbo uso dell'immagine, del suono e dell'inquadratura tipica di Leone, il film rivela la magia e la ruvida bellezza dei suoi panorami aridi e sconfinati, e dei suoi personaggi fuori misura, celeberrimi tra il pubblico. Alcuni attori come Eli Wallach e Claudia Cardinale, i registi Giuliano Montaldo e Vittorio Giacci e lo storico Christopher Frayling, tra gli altri, offrono contributi inestimabili al Sergio Leone di Giulio Reale.